# Terriente
Terriente (aragónul Terrient) község Spanyolországban, Teruel tartományban. Terriente Albarracín községgel határos. Lakosainak száma 210 fő (2024).

## Népesség
A település népessége az utóbbi években az alábbiak szerint változott:
| Lakosok száma | 179  | 183  | 192  | 187  | 191  | 177  | 178  | 183  | 191  | 210  |
|               | 2001 | 2004 | 2007 | 2009 | 2012 | 2014 | 2017 | 2019 | 2022 | 2024 |